# 任文獻
任文獻（1456年—1515年），字國光，山東兖州府沂州郯城縣人，軍籍，明朝政治人物。

## 生平
弘治五年壬子科山東鄉試第八名舉人。弘治六年（1493年）中式癸丑科會試第二百四十七名，三甲第一百七十三名。九年六月都察院理刑，十一年正月实授廣東道監察御史，清军浙江，激起闲住通判沈澄聚众闹事，是狱党澄充军者九人，承勘者有布政使孙需、按察使朱钦、参政欧信、副使吕璋等人，连逮千馀人，考验再逾年，文献事有无竟不能明，十五年十月降调陕西蓝田知县。

## 家族
曾祖任仲禮；祖父任貴；父任福，聽選官。母王氏；繼母田氏。慈侍下。